# Portret Jeanne Kéfer
Portret Jeanne Kéfer je slika olje na platnu belgijskega slikarja Fernanda Khnopffa, naslikana leta 1885. Trenutno jo hrani in razstavlja muzej J. Paul Getty v Los Angelesu.

## Zgodovina
Petletna Jeanne Kéfer je bila hči umetnikovega prijatelja, pianista Gustava Kéferja. Slika je bila načrtovana za predstavitev v Les XX, 1885, v Bruslju, vendar je Khnopff ni uspel dokončati, zato je bila prva razstava na naslednjem salonu leta 1886. Slika je prejela pozitivne ocene kritikov. Slika je bila nato razstavljena v Londonu (1892), Firencah (1896–1897) in Münchnu (1898).
Kéferjevi strokovnjaki domnevajo, da je na slikarjev slog vplival Anglež James McNeill Whistler, ki je nekaj časa delal v Bruslju in razstavljal leta 1884.
Slika je najprej pripadala Gustavu Kéferju, nato pa Hugu Englu iz Pariza. Leta 1957 je bila slika na Švedskem, v galeriji Rapps v Stockholmu (Rapps Konsthandel). Leta 1987 je bila slika v zasebni zbirki na Švedskem, leta 1997 pa prodana muzeju Getty na dražbi pri Christie's v Londonu.

## Opis
Jeanne Kéfer je upodobljena, kako stoji na verandi pred zaprtimi vrati, nosi kapo in s palcem ujame rob loka, medtem ko seže v svoj plašč. Portret simbolizira otrokovo ranljivost in negotovost pri soočanju z zunanjim svetom. Sporočilo je poudarjeno s samo kompozicijo, saj je Jeannino telo uokvirjeno proti vratom v velikosti za odrasle.
Rentgensko slikano platno razkrije, da je deklica sprva v levi roki držala šopek belih rož, detajl, ki ga je Khnopff odstranil.